# Richard Ryder (homme politique)
Pour les articles homonymes, voir Richard Ryder.
Richard Ryder (5 juillet 1766 - 18 septembre 1832) est un homme politique britannique conservateur. Il est ministre de l'Intérieur entre 1809 et 1812.

## Biographie
Il est un fils cadet de Nathaniel Ryder (1er baron Harrowby) et de son épouse Elizabeth, fille de Richard Terrick, évêque de Londres. Dudley Ryder (1er comte de Harrowby), est son frère aîné et Henry Ryder (évêque), évêque de Coventry et de Lichfield, son frère cadet. Il fait ses études au St John's College, à Cambridge.
Il est député de Tiverton de 1795 à 1830 et est admis au Conseil privé en 1807. De 1809 à 1812, il est secrétaire de l’Intérieur auprès de Spencer Perceval.

## Famille
Il épouse en 1799 Frederica, fille de John Skynner, dont il hérite de la Grande Maison de Great Milton, Oxfordshire en 1805. Il n'y a pas d'enfants survivants de ce mariage. Frederica est décédée en août 1821. Ryder lui survit onze ans et meurt en septembre 1832, à l'âge de 66 ans.